# 圣贝尔纳 (伊泽尔省)
圣贝尔纳（法語：Saint-Bernard，法語發音：[sɛ̃ bɛʁnaʁ] ⓘ）是法国伊泽尔省的一个旧市镇，属于格勒诺布尔区。2019年，圣贝尔纳与临近的2个市镇合并为新市镇小岩高原镇。

## 地理
圣贝尔纳（45°19'46"N, 5°54'12"E）面积21.59 平方千米，位于法国奥弗涅-罗讷-阿尔卑斯大区伊泽尔省，该省份为法国东南部内陆省份，北起顺时针与安省、萨瓦省、上阿尔卑斯省、德龙省、阿尔代什省、卢瓦尔省和罗讷省。
与圣贝尔纳接壤的市镇（或旧市镇、城区）包括：圣玛丽迪蒙、圣皮埃尔-德沙特勒斯、圣皮埃尔当特勒蒙、拉泰拉斯、勒图韦、圣伊莱尔。

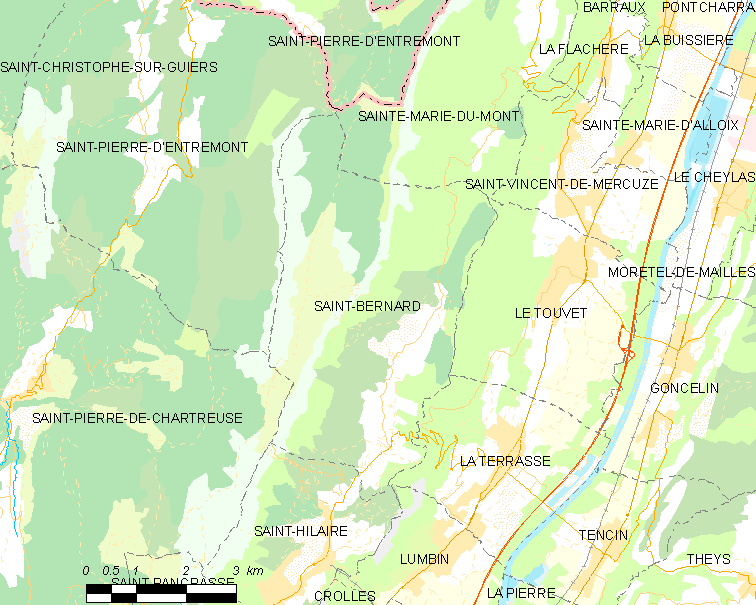
的OSM定位图

圣贝尔纳的时区为UTC+01:00、UTC+02:00（夏令时）。

## 行政
圣贝尔纳的邮政编码为38660，INSEE市镇编码为38367。

## 政治
圣贝尔纳所属的省级选区为中格雷西沃当县。

## 人口

1962-2008年间人口变化图示

圣贝尔纳于2018年1月1日时的人口数量为635人。